# قسطرة عبر الكعبرة
القسطرة عبر الكعبرة هي إجراء داخل وعائي أو إجراء قسطري يُجرى لتشخيص وعلاج أمراض الشرايين (مثل مرض القلب التاجي ومرض الشريان المحيطي وغيرهما). يمكن إجراء عملية داخل وعائية للوصول إلى الشرايين في الجسم إما عبر الشريان الفخذي (في الفخذ) أو الشريان العضدي (في الكوع) أو الشريان الكعبري في الرسغ. كان نهج القسطرة القلبية عبر الفخذ أكثر انتشارًا في مجال طب القلب الباضع. اكتسبت القسطرة عبر الكعبرة شعبية بسبب التقدم التقني في استخدام القسطرة وانخفاض معدل المضاعفات مقارنةً بالقسطرة عبر الفخذ. تدعم كل من الجمعية الأوروبية لطب القلب وجمعية القلب الأمريكية نهج الوصول عبر الكعبرة في علاج متلازمة الشريان التاجي الحادة.

## التاريخ
في عام 1948، نشر رادنر أحد الأوصاف الأولى لقسطرة الشريان المركزي عبر الكعبرة ومحاولات تصوير الشريان التاجي عبر فغر الشريان الكعبري. طور كامبو طرق الوصول عبر الكعبرة لإجراءات قسطرة القلب التشخيصية وتم تعديلها لاحقًا للتكيف مع الإجراءات العلاجية كرأب الأوعية التاجية بواسطة كيمينيغ ولارمان.
في السنوات القليلة الماضية، أصبح الوصول عبر الكعبرة في التدخل التاجي شائعًا بشكل متزايد. من أهم فوائد هذا النهج انخفاض مضاعفات النزيف في موقع الوصول حتى مع الاستخدام المكثف للأدوية المضادة للتخثر والمضادة للصفيحات. خلال إجراءات رأب الأوعية الدموية والدعامات، يُعطى المرضى جرعات علاجية (عالية) من مضادات التخثر (مميعات الدم) وأدوية تثبيط الصفيحات الدموية.

## السمات
باستخدام طرق الوصول عبر الفخذ، يبلغ معدل المضاعفات النزفية 3-6%. في بعض الأحيان، قد يصاب المرضى بنزف خلف الصفاق (نزف في تجويف الحوض)، ويحتاج 1% من المرضى إلى نقل الدم لعلاج المضاعفات النزفية بعد القسطرة عبر الفخذ. قد يصاب المرضى أيضًا بورم دموي مؤلم أو ناسور شرياني وريدي أو أم دم كاذبة. في طب القلب التدخلي الحديث، تكون معدلات نجاح الإجراء مرتفعة والمضاعفات الإقفارية نادرة نسبيًا. مع ذلك، لم تقل المضاعفات النزفية المرتبطة بالقسطرة عبر الفخذ بشكل ملحوظ حتى بعد إدخال استراتيجيات دوائية جديدة. هناك أدلة قوية تشير إلى أن النزف ما بعد التدخل التاجي بطريق الجلد يرتبط بمآل سيء. بالإضافة إلى ذلك، يرتبط نقل الدم بعد العملية بسوء المآل. يكون احتمال حدوث المضاعفات النزفية وتكوّن أم الدم الكاذبة وتكوّن الورم الدموي أقل من 2% مع القسطرة عبر الكعبرة. تعد الحاجة إلى نقل الدم نادرة للغاية بعد القسطرة عبر الكعبرة.
السبب الآخر لشيوع استخدام طريق الوصول الكعبري هو التقدم التكنولوجي في تصميم الغمد والقسطرة، وجودة تجربة الطبيب مع هذا النهج. مع تحسن خبرة الأطباء، أصبح الوصول إلى الشريان الكعبري مستخدمًأ بنفس الفعالية لعلاج كل أمراض الشريان التاجي المعقدة تقريبًا، بما في ذلك النوبة القلبية الحادة والانسداد الكلي المزمن ومرض الشريان التاجي التشعبي وللاستئصال الدوراني للعصيدة. بالإضافة إلى ذلك، استُخدم الوصول الكعبري بنجاح لعلاج مرض الشريان المحيطي بما في ذلك تضيق الشريان الحرقفي الثنائي وتضيق الشريان الكلوي والتدخلات السباتية.
بسبب عودة القدرة على المشي سريعًا ودون الحاجة إلى وسائل مساعدة بعد الإجراء، أصبحت التدخلات الكعبرية مفضلة بشكل خاص لدى المرضى الذين يعانون من آلام الظهر وداء الانسداد الرئوي المزمن وتضخم البروستات والمرضى المسنين. كما هو الحال بعد القسطرة عبر الفخذ، يُطلب من المريض عمومًا الاستلقاء بشكل مسطح مع تثبيت الساق لمدة 4-6 ساعات. تؤدي عودة القدرة السريعة على المشي بعد القسطرة عبر الكعبرة إلى تحسين نوعية الحياة وتقليل معدلات الإصابة بالأمراض. عادةً ما يفضل كل من المرضى والعاملين في المستشفى النهج عبر الكعبرة بدلًا من طريقة الوصول عبر الفخذ.